# Cnoty heroiczne
Cnoty heroiczne – w etyce chrześcijańskiej cnoty, które przekraczają pod względem doskonałości normalne ludzkie postawy moralne miłości Boga i bliźniego, są tradycyjnie określane mianem cnót heroicznych.
Termin po raz pierwszy został użyty przez Arystotelesa w Etyce nikomachejskiej, który mówił o nadludzkiej cnocie, a także o cnocie moralnej w skali heroicznej albo boskiej .
Następnie termin ten został przyswojony przez chrześcijańską teologię moralną i używany w szczególności w stosunku do świętych i męczenników. Pojęcie cnót heroicznych zostało rozwinięte przez Alberta Wielkiego i jego ucznia Tomasza z Akwinu (1225–1274) .
Już w pierwszych wiekach chrześcijaństwa, Ojcowie Kościoła, m.in. Klemens Aleksandryjski, Orygenes, Cyprian z Kartaginy i inni, podkreślali w swych pismach nadzwyczajność cnoty męczenników.
Po epoce męczenników, kiedy w wyniku edyktu Konstantyna w 313 r. ustały prześladowania, przedmiotem zainteresowania w chrześcijaństwie stał się niezwykły poziom moralny świętych wyznawców (łac. Confessores) .
Pierwszy formalny proces kościelny, zmierzający do ustalenia stopnia doskonałości cnót osoby zmarłej w opinii świętości odbył się w 1482 r. w odniesieniu do jednego z pierwszych franciszkanów, doktora Kościoła, św. Bonawentury (1217–1274). Badanie przeprowadzono według schematu trzech cnót teologalnych – wiary, nadziei i miłości – oraz czterech cnót kardynalnych. Termin cnoty heroiczne stał się terminem technicznym używanym w procesach beatyfikacyjnych i kanonizacyjnych w epoce odrodzenia .
Heroiczność cnót wskazuje na obecność działania łaski Boga w życiu świętego, jest świadectwem jego poddania się pod kierownictwo Ducha Świętego (por. Rz 8,14) i współdziałania z Nim. Czyny, których dokonywał były bardziej owocem działania Boga w nim, niż jego własnych wysiłków. Dlatego też heroiczność cnót jest podstawą do orzeczenia świętości danej osoby .
Przy orzekaniu heroiczności cnót bierze się pod uwagę następujące okoliczności:
- mają one być widoczne w czynach, które są wypełnieniem rad ewangelicznych, zawartych w nauczaniu Kazania na górze (por. Mt 5-7), a nie jedynie Dekalogu[3].
- czyny dokonane w sposób heroiczny powinny być wystarczająco liczne, ujawniając się zazwyczaj wtedy, gdy sytuacja tego się domagała.
- heroiczność ma ujawniać się w różnych rodzajach cnót, gdyż cnoty są zależne od siebie. Osoba, jeśli jest święta, posiadła je wszystkie w stopniu doskonałym.
- popełnianie grzechów powszednich, nawet dobrowolnie i po tym, jak osoba osiągnęła poziom cnót heroicznych, nie stanowi przeszkody do beatyfikacji – pod warunkiem, że osoba ta dokonała zadośćuczynienia i podjęła środki, by uniknąć ich w przyszłości.
- cnoty heroiczne powinny przejawiać się w życiu danej osoby przez pewien okres. Jednak wysoki stopień heroiczności cnót może zrekompensować krótki czas ich posiadania.
- cnoty heroiczne niekoniecznie muszą iść w parze z kontemplacją wlaną, dlatego niedoświadczanie kontemplacji przez daną osobę, nie stanowi przeszkody w ich orzeczeniu.
- takie charyzmaty, jak dar proroctwa, ekstaza czy wizje same z siebie nie są dostatecznym świadectwem heroiczności cnót. Nie są nimi także cuda dokonywane za życia doczesnego przez daną osobę[2] .